# Rhein-Kreis Neuss
Rhein-Kreis Neuss är ett distrikt i Nordrhein-Westfalen, Tyskland. Största staden i distriktet är Neuss med omkring 150.000 invånare.
1. ↑  hämtat från: italienskspråkiga Wikipedia.[källa från Wikidata]
2. ↑  läs online, www.landesdatenbank.nrw.de .[källa från Wikidata]
3. ↑  läs online, www.destatis.de .[källa från Wikidata]